# Sirsa (Haryana)
Sirsa is een nagar panchayat (plaats) in het district Sirsa van de Indiase staat Haryana. 

## Demografie
Volgens de Indiase volkstelling van 2001 wonen er 160.129 mensen in Sirsa, waarvan 54% mannelijk en 46% vrouwelijk is. De plaats heeft een alfabetiseringsgraad van 68%. 